# アリス・ベタリッジ
アリス・ベタリッジ（英語: Alice Betteridge、1901年 - 1966年）とは、オーストラリアのヘレン・ケラーと呼ばれた3重苦(盲聾唖)の女性で、オーストラリアで初めて、複合障害を抱えながら近代教育を習得した人物である。

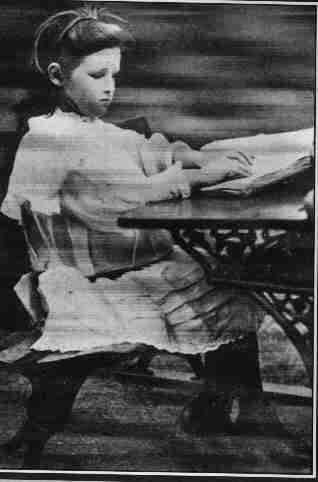
Alice Betteridge(8-9歳)1910年頃

王立盲ろう児協会（聴覚障害と視覚障害児のための王立協会）（en:Royal Institute for Deaf and Blind Children RIDBC）の運営する学校のひとつは彼女にちなんでアリス・ベタリッジ学校(RIDBC Alice Betteridge School)と名付けられている。

## 生涯

### 誕生

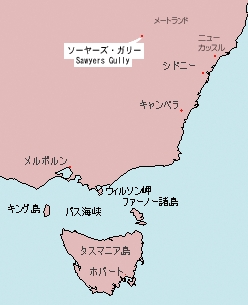
ソーヤーズ・ガリー

アリス・ベタリッジはオーストラリア・ニューサウスウェールズ州にあるハンターバレー地域・メイトランド(en:Maitland, New South Wales)近郊の自然豊かなソーヤーズ・ガリー(Sawyers Gully)で、ジョージとエミリー(George and Emily)・ベタリッジ夫妻の娘として誕生した。2歳の時、アリスはヘレン・ケラーと同じく髄膜炎を患い、視覚と聴力と声を失った。アリスの状態に最初に気づいたのは母親のエミリーだった。耕作地域で暮らす母親は、家にアリスを長時間ひとりで置いておくことに不安を感じ、1905年、3歳か4歳のアリスを伴ってシドニーにあるダーリントン協会を訪ねた。 　

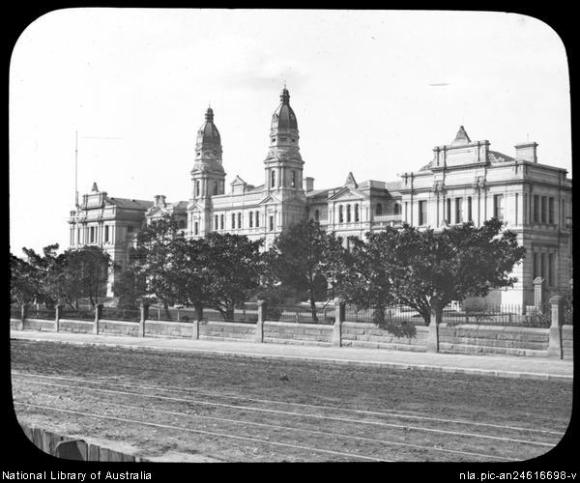
ダーリントン盲聾唖協会 1912年頃

ダーリントン協会は、聾唖児童援助・教育を目的とする民間慈善団体として1860年に7人の聴覚障害児童を受け入れて活動を始め、1861年にはシドニーに土地を得て学校を作り10月に公的承認を受けた。1870年、国からダーリントンの土地を与えられて政府助成を受けながら運営され（1957年に『盲と聾の子どもたちのための王立協会en:Royal Institute for Deaf and Blind Children（RIDBC）』となる）、1889年に視力障害児童を初めて在籍させ、ニューサウスウェールズ州の機関として公認されていた（当時、同州でほかにあったのはカトリック教会が修道院教育の一環としてワラタ(Waratahに設立した教育施設だけであった)。

ダーリントン協会の校長サミュエル・ワトソンは、ヘレン・ケラーの事例を知っていて、3-4歳だったアリスを3ヶ月預かったが、"まだ小さすぎる"ので"もう少し大きくなってから"再度来るよう親に伝えた。
3年後の1908年、ダーリントン盲聾唖協会は、7歳になったアリスを正式に生徒として受け入れた。アリスは、重度の複合障害(盲聾唖)の子どもとしてオーストラリアで初めて教育を受けることになった。

### 教育
アリスを指導する教師としてサミュエル・ワトソンは、ロベルタ・リードを任命した。ロベルタ・リード(Roberta Reid 正式名 Jane Sinclair Reid)は、1883年12月にニューサウスウェールズ州で生まれ、1904年にシドニー大学を卒業、NSW盲聾唖協会学校（New South Wales Institution for the Deaf and Dumb and Blind、ダーリントン協会がニューサウスウェールズ州の正式機関になって以後の名称）の若き教師(21歳)として、指導者も経験もない状態で仕事を始めた。2年後には助手1名を伴う20人前後の生徒の主任教師に任命され、十分経験を積んだ25歳の時、アリスの教育を任されてオーストラリア初の重複障害児教育を行うことになった 。

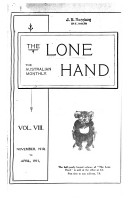
"The Lone Hand"vol.8(1911)

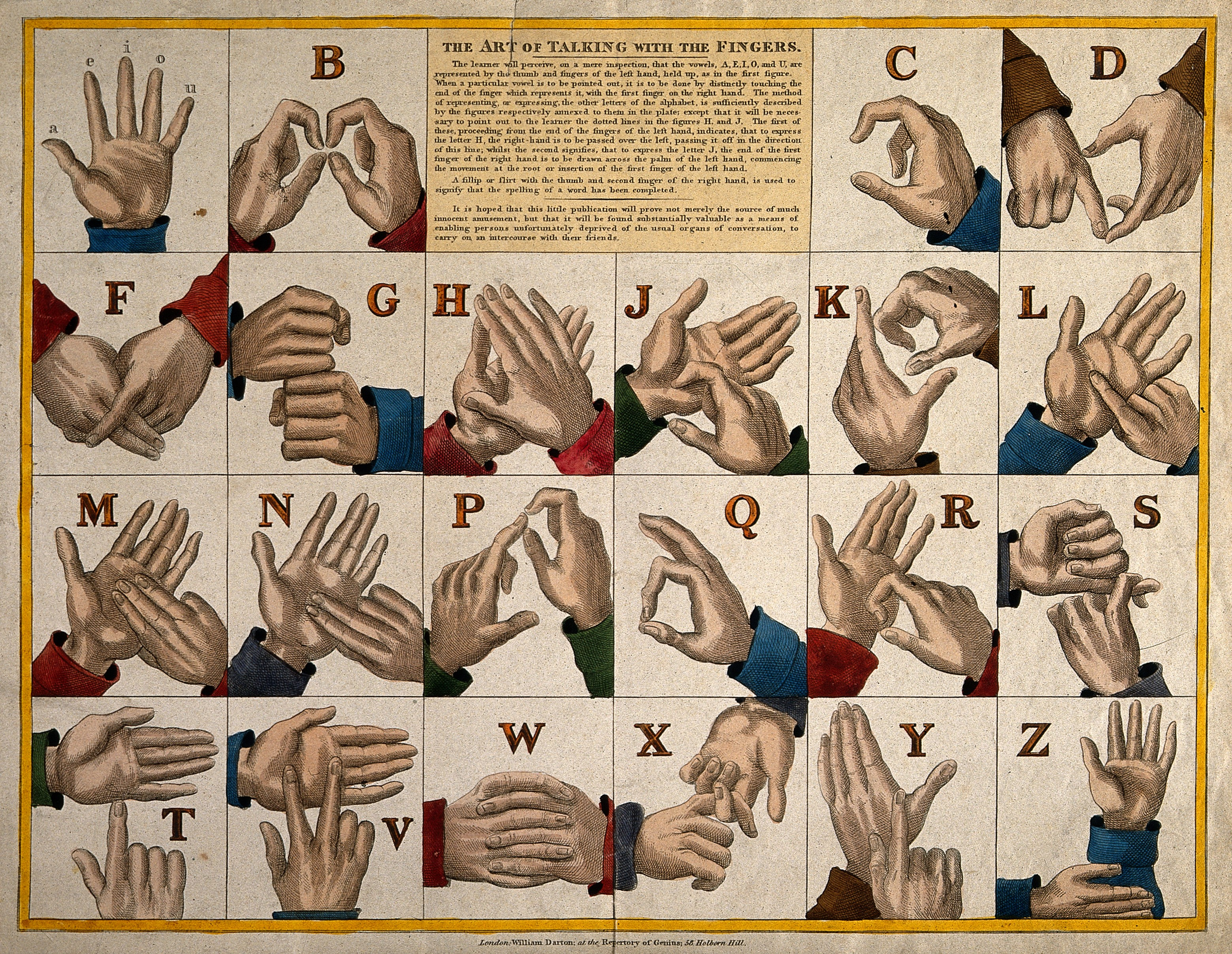
19世紀の英国式指文字

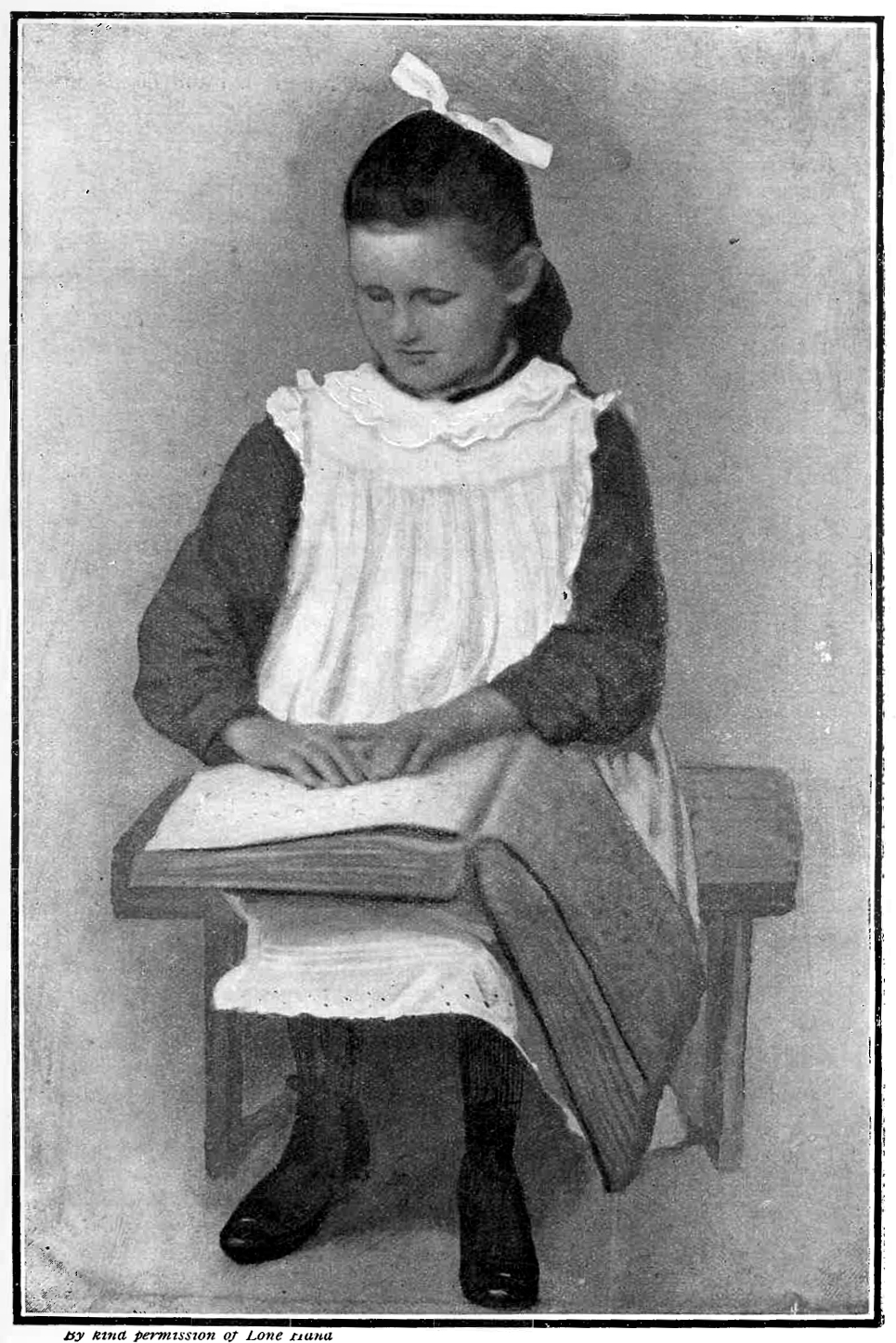
点字図書を読むアリス（1911年）

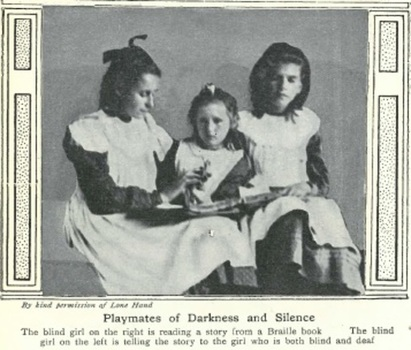
右の少女が点字を朗読し左の少女が中央のアリスに指文字で伝えている（1911年）

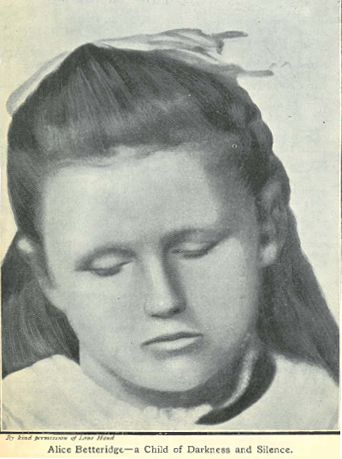
アリス(1911年頃)

アリスが受けた教育についてC.A.ジェフリーズ(Charles Adams Jeffries )というジャーナリストが1911年に当時の月刊誌「The Lone Hand」へ記事を載せている
。
ジェフリーズは、学校に来た当時のアリスの状態について、「聾唖の子供は、恐るべき沈黙の世界－触れるものが何なのかを説明してくれる言葉がまったく存在しない永劫の無音－の中にいる。」「小さな少女が、暗闇の中にいる自分に気づいてお母さんやお父さんを呼ぼうと虚しく試みても自分の声を聞くことさえもできず、両親が彼女を慰め彼女の恐怖を鎮めるために、苦しみを訴える彼女の声を聞こうと努力しても聞くことができなかった」と想像を交えた文学的描写をし、アリスに触れる手の感触を、暗闇の中で触れてくる「幽霊の手」(ghostly hands)と表現している。
アリスに指文字を教えた「幽霊の手」の持ち主はロベルタ・リードであった。ロベルタが受け持ったクラス13人の中でアリスは、学校が受け入れた初めての複合障害児童だった。リードは、視覚体験も聴覚体験も無に等しい幼い少女に指文字を教える困難な作業を忍耐強く繰り返した。田舎育ちの自然児アリスはいつも裸足で、靴を履かされるのを嫌がった。リードはいつも裸足で歩きまわるアリスを捕まえては、靴を持たせて「shoe（靴）」という指文字を彼女に教えていたがアリスはすぐに脱いでしまった。あるとき、またこれを繰り返していると、突然アリスはリードの掌に「shoe」と指文字を綴ってみせた。アリスが7歳の時である。

アリスはこれをきっかけに指文字の学習を熱心に始め、様々なものの名前を覚え、数ヶ月後には200の名詞のほか、「run(走る)」「jump(跳ぶ)」といった動詞、更に「laugh(笑う)」も把握するようになっていた。その後リードがブライユ式点字の読み方を教えると、アリスは点字シートの中にある様々な物語に熱中するようになった。 アリスは貪欲に文字の世界を吸収し、きわめて卓越したタッチタイピング(キーを見ずタイプを打つ)の打ち手になり、それらに劣らぬ手芸の名手にもなった。シドニーで毎年開かれるオーストラリア最大の祭典“シドニーロイヤルイースターショー(Sydney Royal Easter Show)”で行われる出し物のひとつ編み物の公開コンテストで、アリスは何度も優勝した。彼女の編み物は他の参加者に比べ、その正確さが名人の域に達していることが明らかだったのである。
1920年、18歳のアリスは学業で最高の成績を収めた卒業生に与えられるドゥクス(Dux)を受けて卒業するが、その時には学校図書館の点字本をすべて読み終えてしまっていた。

### 卒業後
ダーリントンの学校を卒業したあともアリスは学校に望まれて、生徒の支援のために残留した。アリスは10歳の時には既に雑誌や新聞で取り上げられており、その後もオーストラリアで複合重障害者として教育課程を立派に習得した初めての人であり、ある意味スターであったが、ヘレン・ケラーのように映画化されたりベストセラー作家になったりブロードウェイ演劇の主人公になったりといった事とは無縁に、いわば普通に暮らすことができた。ダーリントンの学校でアリスは高い点字読み書き能力を持つ教師として、1929年まで9年間務めた。ダーリントンでの生活を終えたアリスは、両親がいるデンマン(en)の農場へ帰った。

### 結婚
アリスが習得した点字教育は、彼女に複数のペンフレンドをもたらした。その中に後に夫となる盲聾者のウィル・チャップマン(Will Chapman)がいた。1939年、アリスは38歳でウィルと結婚し、ウィルの故郷メルボルンで一緒に暮らした。1948年、47歳になったアリスはオーストラリアを訪れていた21歳年上のヘレン・ケラーと、シドニーのワールンガ盲学校(Wahroonga Blind School)で対面した。ふたりは境遇を同じくする当事者同士のこの対面を互いに喜んだという。

ヘレンとの喜ばしい出会いから3週間後、夫ウィルが急逝した。原因は急性の心臓発作であった。9年間の結婚生活は突然終止符を打った。

### 夫との死別後

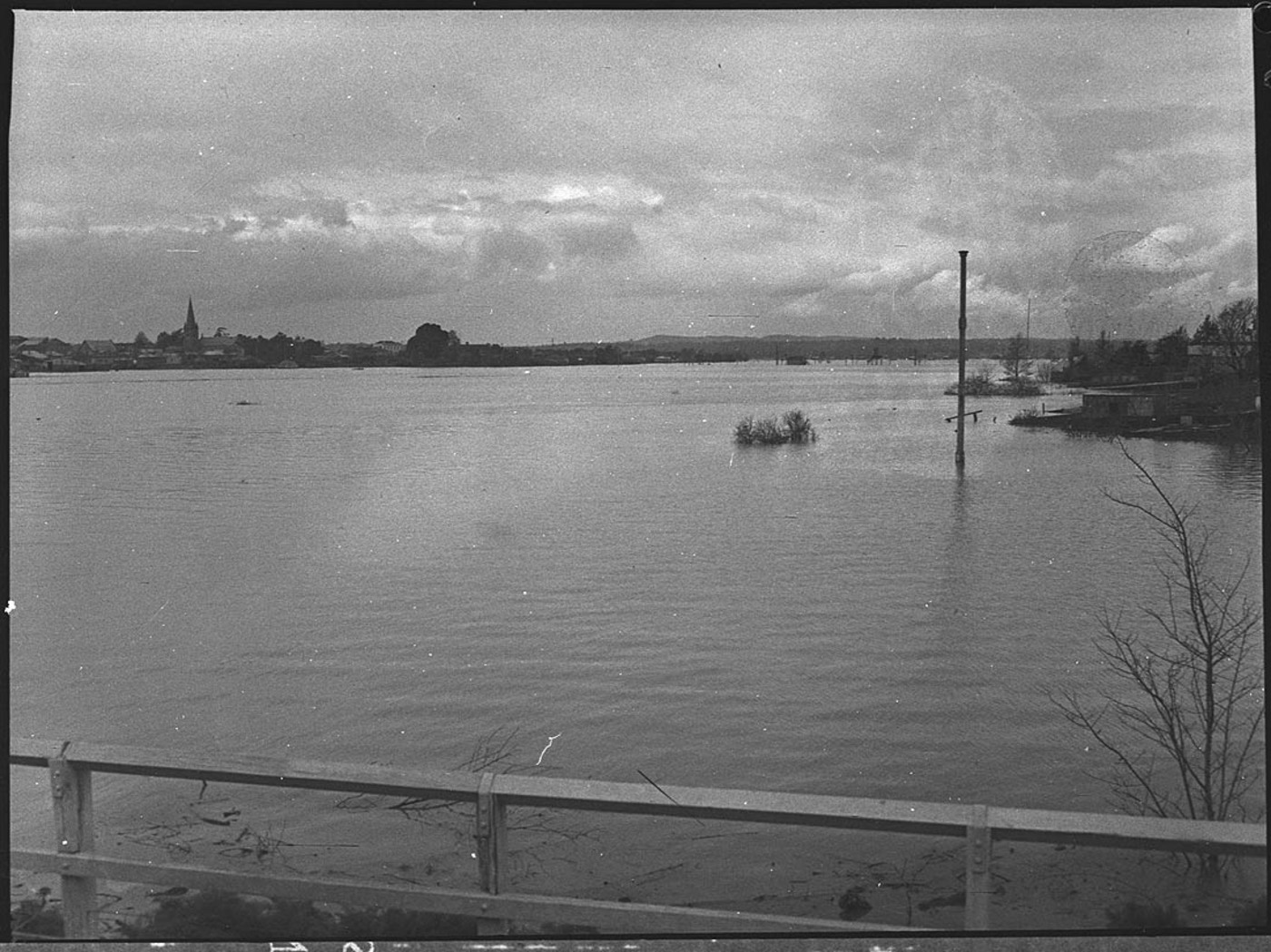
洪水で町中が水没したメイトランド. 奥に見えるのが寸断され孤立した鉄道と駅（1955年）

夫との死別後、アリスは両親と近いシドニーへ引っ越した。その後、死別の悲嘆からの回復のためか、世界を飛び回っているヘレン・ケラーとの出会いに新しい可能性をみつけたのか、切実な人との結びつきが切れて生来の好奇心や冒険心が現出したのか、アリスは海を越えたニュージーランドを含め、あちこち旅行するようになった。
1955年、オーストラリア史上最悪の自然災害のひとつといわれる大洪水がニューサウスウェールズ州を襲い、ハンターバレー地域全体が水没した。交通網は水没によって麻痺し、特に、氾濫したハンター川のあるメイトランドでは数千人が孤立し、24人が犠牲になった。旅の途上にあったアリスは、洪水に襲われたメイトランド駅にいた。町全体が水没して孤立してしまった駅の中で、アリスは4日間救出を待ち続けることになった。
1966年、アリスは、シドニー郊外のウラーラ（Woollahra）にある王立盲人協会（Royal Blind Society、現 en:Vision Australia）設立（1949年）のヘレン・ケラー・ホステル（Helen Keller Hostel）へ移った。アリスはこのヘレン・ケラー・ホステルで癌のため65歳で永眠した。

### 没後
1990年、王立盲ろう児協会(RIDBC)は、ニューサウスウェールズ州にある複合障害児童のための学校を「アリス・ベタリッジ・スクール」に改名した。同校は4歳半から18歳までの複合障害をもつ生徒をサポートしている。校長のジュリー・シャイラン(Julie Shylan)は次のように語った。
アリスと、彼女の献身的な教師ロベルタ・リードは、特別な支援を必要とする特別な子供たちがそこにいる限りオーストラリアで決して忘れられることはないでしょう。—

## ロベルタ・リードのその後
アリス・ベタリッジにブライユ式点字の読み書きを教えた教師ロベルタ・リードは、アリスが学校を去った後も歴史、地理、算数、タイプライター、初歩的なフランス語などを生徒たちに教えながら、障害者の待遇や権利の改善を求める活動を行った。アリスの記事を書いたジャーナリストC.A.ジェファーソンが1911年にその記事で指摘していた通り、障害児童に対する教育は任意であって彼・彼女らが教育を受けることを保証する法律はオーストラリアにはなく、ようやく障害児教育が義務化されたのは1944年になってからだが、この法律を起草したのはニューサウスウェールズ州初の視覚障害者議員デビッド・ハンター(David Hunter)で、リードの元・教え子であった。ダーリントンの学校は第二次世界大戦の最中に軍に接収され、生徒たちは家に戻されるかストラスフィールドの学校に一時的に預けられた。戦争終結後の1946年、協会はワールンガWahroongaに盲学校を設立し、ロベルタ・リードを校長に任命した。1948年アリスとヘレン・ケラーが対面した場所はまさにリードが校長を務めるワールンガ盲学校であった。
同年、校長の職を退いたリードは、オーストラリアにおける盲児教育の第一人者として協会のコンサルタントを務め続け、アリスの永逝から2年後の1968年10月19日にローズビル(Roseville)の自宅で逝去した。
RIDBC（視・聴覚障害児のための王立協会）は運営している聴覚障害児のための幼稚園(Preschool)を「ロベルタ・リードプリスクール」と名付けている。ロベルタ・リードプリスクールは、聴覚障害の子供たちの就学前にオーストラリア手話(Auslan)で英語表現ができるバイリンガル養成プログラムを実践している。